# 聂远
聶遠（1978年3月17日—），中国大陆男演員，祖籍山東，出生於貴州省鎮遠縣，現居於北京，簽約歡娛影视為于正旗下藝人。2000年畢業於上海戲劇學院96級表演系。聶遠出演過多部影視劇，塑造了很多古裝美男形象，頗有觀眾緣，2004年被媒體冠以“中國新四小生”稱號，人氣很高。其後，陸續出演影視劇《三國》、《西遊記》、《延禧攻略》，而再度成為媒體關注的焦點。

## 生平

### 少年時代
1978年出生在貴州省鎮遠縣，有一個哥哥，父母給他二人分別取名鎮、遠，有不忘家鄉之意。回憶起自己的少年時代，聶遠認為自己是個“邊緣少年”，十五六歲時經常打架、抽煙、夜不歸宿，這讓父母很憂慮，1996年毕业于贵州艺术高等专科学校（现贵州大学音乐学院）舞蹈科后，聂远决定报考表演院校，最终考上了上海戲劇學院，但在大學裡他依然是特立獨行，不服管教，被記過三次，還險些被學校勸退，好在一位老師開恩留下了他。經過此事後，聶遠成熟了許多，不再像以前那麼叛逆而學會了低調平和。

### 初露崢嶸
聶遠在上海戲劇學院讀書時便開始拍戲，他是一位非常高產的演員，用他自己的話來說“最玩命的時候可以兩天拍一集。我試過一年裡拍了140集電視劇和一部電影，算是創下一個紀錄了”。 2000年畢業後和初戀女友黃奕合作拍攝了《上錯花轎嫁對郎》，這部劇中黃奕大獲成功，他則反響平平，但也算混了個臉熟。 2001年聶遠參與拍攝了著名導演吳子牛的大戲《天下糧倉》，有著出色的表現。之後他又連續拍攝了《大唐情史》、《倩女幽魂》、《汗血寶馬》、《貞觀長歌》，以俊美帥氣的古裝形像開始走紅，人氣很高。 2004年是他的一個豐收年，贏得了巨大的知名度，同時還被媒體評為“中國新四小生”（另三位是黃曉明、佟大為、印小天 ）。

### 選角風波
2004年，著名導演張紀中開始籌備拍攝金庸武俠《神鵰俠侶》，聶遠出演男主角楊過的呼聲很高，很多網友也很認可他的古裝帥哥形象，他也參與了試鏡，但卻輸給了當時名氣不如自己的黃曉明。這段選角風波也似乎成了二人演藝事業的分水嶺，黃曉明由此急速竄紅，而聶遠則發展平平。一些媒體更是火上澆油，說二人因此結仇。 2010年，在接受媒體採訪時，聶遠回應了這段往事，他承認錯過楊過令他十分鬱悶，但和黃曉明結仇之說純粹是媒體炒作，並不屬實。 

### 三十而立
之後聶遠的演藝事業一度平平，但在經歷了幾段不成功的戀愛後，而立之年的他找到了自己的歸宿，2008年9月28日與同門師妹楊光結婚，二人在北京舉行了盛大的婚禮，邀請賓客三百餘人。 在事業上，聶遠也重新有了起色，他連續接演了《三國》、《西遊記》兩部大劇，2011年又將在大片《王的盛宴》、《金陵十三釵》出演角色。

### 感情歷程
聶遠在讀大三時認識了黃奕，二人關係很好，成為同學們公認的一對戀人，還一起出演《上錯花轎嫁對郎》 ，劇中二人還是一對夫妻，但最終因對演藝事業的分歧導致分手。 
聶遠和劉芸相識於2003年的《汗血寶馬》劇組，之後又在《大漢巾幗》中有對手戲。二人的地下戀情維持了三年，直到2006年走到了盡頭，其中的恩怨是非外人已無法了解清楚，當事者也不願再回顧這段往事。 
聶遠與同門師妹楊光於2008年9月28日正式邁入婚姻殿堂，這段愛情也是聶遠本人最大方承認的戀情。但到2012年傳出了二人離婚的消息，4月16日聶遠經紀人陳小姐向媒體證實，兩人已經離婚，且辦手續已經有一段時間了，只是一直未向媒體透露。
聶遠已再婚，現任妻子秦子越於5月8日顺产诞下女儿，重6斤1两，小名「天天」，大名「聶子一」。

## 影视作品

### 電視劇
| 首播年份 | 剧名                              | 角色           | 备注                   |
| 1998年   | 《百年沈浮》                      | 裴冶翔         |                        |
| 1999年   | 《嫂娘》                          | 運林           |                        |
| 1999年   | 《機靈小不懂》                    | 正德皇帝       |                        |
| 1999年   | 《情書》                          | 呂斌           | 客串                   |
| 2000年   | 《上錯花轎嫁對郎》                | 齊天磊         |                        |
| 2000年   | 《夏日戀語錄》                    | 大理           |                        |
| 2000年   | 《奪命網絡》又名《愛,不需要承諾》 | 徐波           | 客串                   |
| 2001年   | 《天下糧倉》                      | 乾隆           |                        |
| 2001年   | 《如影隨形》                      | 左小兵         | 客串                   |
| 2001年   | 《大唐情史》                      | 辯機           |                        |
| 2001年   | 《非常情網》                      | 田江           |                        |
| 2001年   | 《呂布與貂蟬》                    | 曹操           |                        |
| 2002年   | 《四大名捕鬥將軍》                | 無情-盛崖餘    |                        |
| 2002年   | 《笑八仙》                        | 大耳怪         |                        |
| 2002年   | 《軍港之夜》                      | 蕭明           |                        |
| 2003年   | 《倩女幽魂》                      | 七夜           |                        |
| 2003年   | 《隋唐英雄傳》                    | 羅成           |                        |
| 2003年   | 《大唐歌飛》                      | 安慶緒         |                        |
| 2003年   | 《龍鳳奇緣》                      | 傅俊           |                        |
| 2003年   | 《人命關天》                      | 陳天華         |                        |
| 2003年   | 《青天衙門》                      | 林友慶         |                        |
| 2004年   | 《汗血寶馬》                      | 趙細燭         |                        |
| 2004年   | 《京城四少》                      | 鐵蛋           |                        |
| 2004年   | 《大漢巾幗》                      | 符申           |                        |
| 2004年   | 《凌雲壯志包青天》                | 王朝           | 客串                   |
| 2004年   | 《誰主中原》                      | 崇禎皇帝       |                        |
| 2004年   | 《第100個新娘》                   | 小剛           |                        |
| 2004年   | 《貞觀長歌》                      | 李恪           |                        |
| 2005年   | 《逐日英雄》                      | 歐陽漢強       |                        |
| 2005年   | 《殷商傳奇》                      | 祖瑪王         | 客串                   |
| 2005年   | 《像風一樣離去》                  | 範裔風         | 翻拍韓劇《天國的階梯》 |
| 2006年   | 《紅幡》                          | 張子卿，李漢昌 |                        |
| 2006年   | 《相逢何必曾相識》                | 周信彥         | 客串                   |
| 2006年   | 《大明天下》                      | 沐雲州         | 客串                   |
| 2006年   | 《人間浮塵》                      | 吳樹           |                        |
| 2006年   | 《A計劃》                         | 青年唐郎       | 客串                   |
| 2006年   | 《男人的天堂》                    | 鐘山           |                        |
| 2007年   | 《雪山飛狐》                      | 胡斐           |                        |
| 2007年   | 《戴著面具跳舞》                  | 索那           |                        |
| 2007年   | 《父輩的旗幟》                    | 鍾浩           |                        |
| 2007年   | 《天下兄弟》                      | 劉棟           |                        |
| 2009年   | 《槍聲背後》                      | 葉正龍         |                        |
| 2010年   | 《三國》                          | 趙雲           |                        |
| 2010年   | 《嗨，芳邻》                      |                | 网剧                   |
| 2011年   | 《西遊記》                        | 唐僧           |                        |
| 2012年   | 《刀出鞘》                        | 刘云翔         |                        |
| 2014年   | 《历史转折中的邓小平》            |                |                        |
| 2014年   | 《花红花火》                      | 陈三炮         |                        |
| 2015年   | 《龙门飞甲》                      | 赵怀安         |                        |
| 2015年   | 《大玉儿传奇》                    | 皇太极         |                        |
| 2016年   | 《心如铁》                        | 龙马           |                        |
| 2017年   | 《东方有大海》                    | 邓世昌         |                        |
| 2018年   | 《潜.龙》                         | 杨友信         |                        |
| 2018年   | 《延禧攻略》                      | 乾隆帝弘历     | 男主角                 |
| 2019年   | 《皓镧传》                        | 吕不韦         |                        |
| 2019年   | 《大宋北斗司》                    | 下棋老者       | 網絡劇，特別出演       |
| 2019年   | 《掩不住的阳光》                  | 粟裕           | 2013年拍攝             |
| 2019年   | 《心灵法医》                      | 明川           | 網絡劇，兼任"藝術顧問" |
| 2019年   | 《金枝玉叶》                      | 乾隆帝弘历     | 網絡劇                 |
| 2020年   | 《幸福还会来敲门》                | 黄自立         |                        |
| 2021年   | 《光荣与梦想》                    | 叶挺           |                        |
| 2021年   | 《前行者》                        | 唐贤平         |                        |
| 2022年   | 《亲爱的小孩》                    | 谢天华         |                        |
| 2022年   | 《风起陇西》                      | 馮膺           |                        |
| 2022年   | 《传家》                          | 席維安         |                        |
| 2022年   | 《狮子山下的故事》                | 谢飞           |                        |
| 2022年   | 《奔跑吧爱人》                    | 万莫奇         | 2013年拍攝             |
| 2022年   | 《风云战国之枭雄》                | 田单           | 纪录片                 |
| 2022年   | 《我们这十年》                    | 方新桅         | 單元《心之所向》       |
| 2023年   | 《尘封十三载》                    | 姜輝           | 网络剧                 |
| 2023年   | 《以愛為營》                      | 關向成         |                        |
| 2024年   | 《消失的大象》                    | 趙局長         | 网络剧                 |
| 2024年   | 《山花烂漫时》                    | 周善群         |                        |
| 2024年   | 《暗夜与黎明》                    | 路正陽         |                        |
| 2025年   | 《三叉戟2》                       | 张世东         |                        |
| 2025年   | 《大河之水》                      | 鄭昊           |                        |
| 2025年   | 《我叫张思德》                    | 陈宝明         |                        |
| 待播     | 《爱没那么简单》                  | 李瑞明         | 2012年拍攝             |
| 待播     | 《叵测》                          |                | 网络剧                 |
| 待播     | 《追诉》                          |                |                        |

### 電視電影
- 2000 《滕王閣傳奇》 飾演：王勃
- 2000 《刀鋒》 飾演：方霄   導演：於敏

### 电影
| 上映年份 | 电影名               | 角色     | 备注       |
| 2002年   | 《凶宅幽靈》         | 姜洪斌   |            |
| 2004年   | 《短信一月追》       | 譚強     | 客串       |
| 2005年   | 《芳香之旅》         | 劉奮鬥   |            |
| 2005年   | 《阿寶的故事》       | 羅偉     |            |
| 2006年   | 《臥虎》             | 警官     |            |
| 2006年   | 《東方海盜傳奇》     | 青年唐郎 |            |
| 2007年   | 《大愛無垠》         | 朱一兵   |            |
| 2007年   | 《女人本色》         | 程必聰   |            |
| 2008年   | 《愛情左燈右行》     | 武大偉   |            |
| 2010年   | 《關雲長》           | 韓福     |            |
| 2010年   | 《建黨偉業》         | 陳其美   |            |
| 2011年   | 《王的盛宴》         | 項莊     |            |
| 2011年   | 《金陵十三釵》       | 士兵     | 客串       |
| 2013年   | 《不肯去观音》       | 光王李怡 |            |
| 2014年   | 《繡春刀》           | 趙靖忠   |            |
| 2016年   | 《勇士》             | 杨成武   |            |
| 2016年   | 《生死96小时》       | 赵勇     |            |
| 2018年   | 《道高一丈》         | 宋朝     |            |
| 2018年   | 《古墓兽影》         | 五魁     |            |
| 2018年   | 《黑暗迷宫》         | 陳嘉     |            |
| 2018年   | 《中国蓝盔》         | 陈志国   | 客串       |
| 2019年   | 《一切如你》         |          |            |
| 2019年   | 《決勝時刻》         | 罗瑞卿   |            |
| 2019年   | 《打过长江去》       | 肖營長   |            |
| 2019年   | 《横财局中局》       | 王怀义   |            |
| 2020年   | 《灰烬重生》         | 陳維坤   | 原名:追·踪 |
| 2023年   | 《刀尖》             | 杨丰懋   |            |
| 2023年   | 《志愿军：雄兵出击》 | 洪學智   |            |
| 2024年   | 《志愿军：存亡之战》 | 洪學智   |            |
| 待上映   | 《黑白恋人》         |          |            |
| 待上映   | 《过山榜之绝世瑶妃》 |          |            |

### 综艺节目
- 2014年《与星共舞中国版》

### 歌曲
- 電視劇《紅幡》主題曲《愛你愛到底》（與胡可合唱）
- 電視劇《雪山飛狐》片尾曲《傳說》
- 電視劇《像風一樣離去》片頭曲《你是誰的新娘》

## 獲獎
- 2005年獲大眾電視十佳演員獎（《汗血寶馬》）
- 2005年北京青年周刊頒獎典禮(優質偶像男明星)
- 2005年TOM網絡"娛樂"英雄會最受歡迎四大小生
- 2006年騰訊娛樂中國"2006星光大典“內地四大小生”
- 2007年美度風尚之夜獲至IN豪情紳士獎
- 2007年獲2007公眾最滿意中國演藝明星獎
- 2009年福建電視台2008年度“我愛我劇”最受觀眾喜愛男演員獎（《雪山飛狐》）
- 2009年獲《風尚志》風尚魅力男明星獎
- 2009年獲第十二屆電影表演藝術學會金鳳凰學會獎
- 2009年騰訊娛樂年度十大娛樂風格人物
- 2009年《風尚誌》 風尚魅力男明星
- 2010年獲《時尚家居》最佳空間設計獎
- 2011年飛躍男演員獎
- 2011第八屆中國影響2011時尚盛典年度演技典範大獎
- 黔沿榜2011年度最佳男演員----獲獎
- 2011年第3屆澳門國際電影節最佳男配角入圍
- 2012《時尚cosmo》cosmo年度美容大獎cosmo年度風尚男藝人
- 2012第五屆上海大學生電視節最受歡迎男演員獎
- 2013愛奇藝真我正能量明星----獲獎
- 2018年中國電視好演員獎
- 2018年微博男神
- 2019愛奇藝尖叫之夜
- 2018年度戲劇人物塑造
- 2024年爱奇艺尖叫之夜年度角色人物

## 外部連結
- 聂远的新浪微博
- 聂远的新浪博客